# 耳をすます
『耳をすます』(みみをすます)は一青窈の配信限定シングル。

## 解説
シングルとしては2021年の『6分』より約1年4ヶ月振りとなる。古巣、日本コロムビアへ13年ぶりの復帰となった。
本作は同年10月26日に発売されるオリジナル・アルバム『一青尽図』からの先行シングルとしての位置付けとなる楽曲となり、作曲には一青と同じく2002年にデビューし、長らく親交のあった森山直太朗が務め、編曲および楽曲のプロデュースには武部聡志が参加した。
また、本作は対象となる配信サービスにおいて期間内に当楽曲を聴いてその感想と共に楽曲URLと指定のハッシュタグをTwitterに投稿すると、投稿者の中から抽選で一青直筆のサインが入ったアーティストフォトがプレゼントされると言うキャンペーンが展開され、更に対象となる配信サービスにて本楽曲を購入し、指定された方法で応募すると直筆のサイン入りのチェキも併せてプレゼントが成されるキャンペーンも実施された。
本楽曲は『あなたの心の叫びに耳を傾ける』と言う思いを込めた楽曲として仕上がっているのだと言い、一青は本楽曲に関して「どんなに知らない誰かであったとしても、悲しいニュースを聞くと心を痛めることって誰にだって1度や2度はあったことだと思います。私が勝手にそう思ってるだけかもしれないけど、その知らない誰かが歩んできたであろう人生や心の声が聞こえるような気がすることがあったんです。例えば口では『死にたい』と思っても本当は『生きたい』って言っているように聞こえてくる、みたいな感じですね。出来る限り、見たまんま聞いたまんまのイメージや印象に囚われず、その人の本当の叫びや希望をしっかりと寄り添って、耳を傾けていきたい、そんな思いを込めて書いたのがこの曲ですね。」と語っている。

## 収録曲
1. 耳をすます
作詞：一青窈 / 作曲：森山直太朗 / 編曲：武部聡志